# Joan Baptista Aguilar
Joan Baptista Aguilar (València, ? - 1714) va ser un autor dramàtic i poeta.

## Biografia
Va professar com a religiós del convent dels trinitaris calçats de València el 2 de febrer del 1655. Esdevindria responsable dels convents de Líria i València i cap d'estudis d'aquest convent, així com altres càrrecs en el govern del seu orde religiós.

## Obres
El 1680 va publicar un recull de poesies, entre les quals quaranta-quatre de pròpies, sota el nom Varias hermosas flores del Parnaso, que en quatro floridos vistosos quadros plantaron junto a su cristalina fuente, diferentes poetes ilustres de España.
Hi ha poesies seves en diverses impressions valencianes de l'època, com per exemple Fabio instruido de Lelio a Lauro, Gobierno moral que va aparèixer al volum Varios y elocuentes libros publicat a Madrid el 1722. També hi ha poesies seves al llibre Funesto Geroglífico imprès a València el 1666, entre d'altres.
També és autor de la comèdia Triunfos de Marino y Fortunas de Heliogábalo, representada a València i Madrid a la dècada del 1660.
Va escriure la tercera part del Teatro de los dioses de la gentilidad (1688) de Baltasar de Vitoria. Aquesta obra seria reimpresa a Barcelona per Francesc Barnola el 1702.
Va traduir obres italianes de històriques, filosòfiques i fins i tot polítiques, com és el cas de Perfecto político retrato de un príncipe perfecto.